# ئی‌ال/ام ۲۰۷۵
ئی‌ال/ام ۲۰۷۵ فالکون (انگلیسی: EL/M-2075) یک هواگرد رادارمحور کنترل و هشدار زودهنگام هوابرد (آواکس) ساخت کشور اسرائیل است.

## مشخصات
ارتفاع: ۷.۸۷ متر
طول: ۲۹.۳۹ متر
قدرت موتور: ۶۸.۴ کیلونیوتن
ارتباطات ماهواره‌ای: EL/K-1891
هواگرد مورد استفاده: گلف استریم G-550
موتور: ۲ دستگاه رولز رویس مدل BR710C4-11
باند فرکانس Satcoms: باند KU - 12.5 - ۱۸ گیگاهرتز